# Emzar Guelaixvili
Emzar Guelaixvili (en georgià: ემზარ გელაშვილი, en rus: Эмзар Гелашвили) va ser un ciclista soviètic d'origen georgià. Competí en el ciclisme en pista i va obtenir una medalla de bronze al Campionat del món de Velocitat amateur de 1982, per darrere del també soviètic Serguei Kopílov i de l'alemany Lutz Heßlich.